# 赖汝雄
赖汝雄（1903年—1996年）字壮威，江西赣县湖江鄉上站村麻油坑人，中華民國軍事人物。
毕业于黄埔军校第二期辎重科。曾任黄埔军校第五期教导总队排长、国民革命军第一军第二师连长、第二十师少校营长。1924年參與平定广州商团事变，後參與国民革命军東征、北伐戰爭和龍潭戰鬥。1928年起，任第四师第十旅中校团附，上校旅参谋主任，教导第二师营长、团长。1932年，任第八十九师团长。1937年，任第八十九师二七六旅少将旅长。1938年參與台兒莊戰役。1940年，任第三十一集團軍第二十九军第一九三师师长，同年7月19日，任陆军少将。1943年6月，任第二十九军副军长兼第一九三师师长。1944年2月，任第三十集团军第七十八军军长。1945年在河南省西部西坪與日軍作戰。1947年，任整编第七十六师副师长、代理师长，国防部中将部附。1948年9月22日，晋任陆军中将。
1949年春，來到台湾，同年又前往香港。1960年代前往美國。1990年，赖汝雄派次女賴小薇前往中華人民共和國贊助第十一屆亞運會。1996年赖汝雄在美國伊利諾伊州去世。

## 荣誉
- 四等云麾勋章（1946年12月16日批准[3]）